# Neurociencia del sueño
La neurociencia del sueño es el estudio de las bases neurocientífica y fisiológica de la naturaleza del sueño y sus funciones. Tradicionalmente, el sueño se ha estudiado como parte de la psicología y la medicina. El estudio de sueño desde la perspectiva de la neurociencia, aumentó su importancia con los avances en la tecnología y la proliferación de la investigación en neurociencias a partir de la segunda mitad del siglo XX.

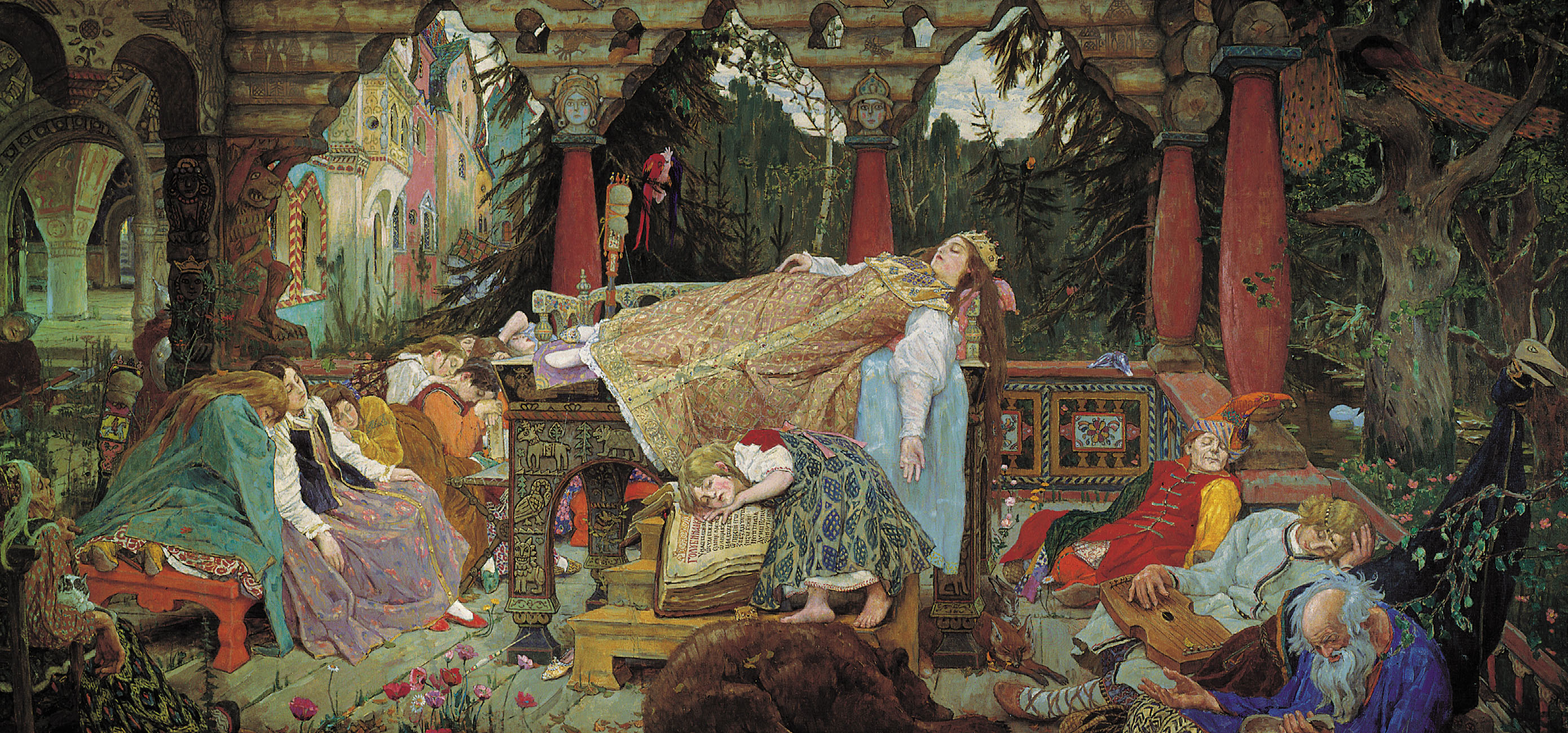
La bella durmiente: Pintura de principios del, por Victor Vasnetsov.

El hecho de que los organismos pasan varias horas de su tiempo durmiendo y que la privación del sueño puede tener efectos desastrosos que en última instancia causa a la muerte, demuestra la importancia del sueño. Para un fenómeno tan importante, los propósitos y mecanismos del sueño se entienden sólo parcialmente, tanto es así que en la década de 1990 se dijo sarcásticamente: "La única función conocida de sueño es curar la somnolencia". Sin embargo, el desarrollo de mejores técnicas de imagen como EEG, PET y fMRI, junto con la alta potencia computacional, han llevado cada vez a una mayor comprensión de los mecanismos subyacentes del sueño.

Las preguntas fundamentales en el estudio neurocientífico del sueño son:
1. ¿Cuáles son los correlatos de sueño, es decir, ¿cuál es el conjunto mínimo de eventos que podría confirmar que el organismo está durmiendo?
2. ¿Cómo se activa y se regula el sueño por el cerebro y el sistema nervioso?
3. ¿Qué ocurre en el cerebro durante el sueño?
4. ¿Cómo podemos entender la función del sueño basados en los cambios fisiológicos en el cerebro?
5. ¿Qué causa diversos trastornos del sueño y cómo pueden ser tratados?[6]

Otras áreas de investigación del sueño de la neurociencia moderna incluyen la evolución del sueño, el sueño durante el desarrollo y el crecimiento, el sueño de los animales, mecanismo de los efectos de las drogas en el sueño, sueños y pesadillas, y las etapas de la estimulación entre el sueño y la vigilia.

## Introducción
El sueño es un estado natural recurrente que se caracteriza por la disminución o ausencia de la conciencia, relativamente suspendida actividad sensorial, y la inactividad de casi todos los músculos voluntarios. En los mamíferos y las aves, el sueño se divide en dos tipos - de movimiento ocular rápido (REM) y el movimiento ocular no rápido (NREM o no-REM). El sueño NREM a su vez se divide en múltiples etapas - N1, N2 y N3. El sueño procede en ciclos de sueño REM y no REM, el orden normalmente siendo N1 N2 → → → N2 N3 → REM. NREM se considera el sueño profundo (la parte más profunda del sueño NREM se llama el sueño de onda lenta), y se caracteriza por la falta de movimiento del ojo prominente o parálisis muscular. Por otro lado, el sueño REM se considera más cerca de despertar y se caracteriza por el movimiento rápido de los ojos y atonía muscular. Es durante el sueño REM que se producen los sueños (o pesadillas).
La sincronización del sueño es controlada por el reloj circadiano, y en los seres humanos, en cierta medida por el comportamiento voluntario. El término circadiano proviene del latín circa, que significa "alrededor" (o "aproximadamente"), y diem o dies, lo que significa "día". El reloj circadiano se refiere a un mecanismo biológico que regula múltiples procesos biológicos causando que se muestre una oscilación endógena de 24 horas. Estos ritmos han sido ampliamente observado en plantas, animales, hongos y cianobacterias.
El sueño se considera una función esencial para los animales, a pesar de que todavía no se sabe la causa. Sin embargo, la privación del sueño puede conducir a consecuencias drásticas, y el sueño inadecuado puede conducir a somnolencia. También, dormir en cualquier momento del día no es equivalente y es más eficaz sólo cuando coincide con ciertos procesos biológicos.

## Correlacionados del sueño
Una de las cuestiones importantes en la investigación del sueño es definir claramente el estado de sueño. Este problema surge porque el sueño se define tradicionalmente como un estado de conciencia y no como un estado fisiológico, por lo tanto, no existe una definición clara del mínimo conjunto de acontecimientos que representa el sueño y qué lo distingue de otros estados de conciencia parcial o nula. El problema de hacer una definición es complicada porque tiene que incluir una variedad de modos de sueño que se encuentran en diferentes especies.
A nivel sintomático, el sueño se caracteriza por la falta de reacción a los estímulos sensoriales, poca respuesta motriz, disminuye la percepción consciente y rápida reversibilidad al estado alerta. Sin embargo, para trasladar esto en una definición biológica es difícil porque no hay un solo camino en el cerebro responsable de la generación y la regulación del sueño. Una de las primeras propuestas fue definir sueño como la desactivación de la corteza cerebral y el tálamo por la poca o nula falta de respuesta a los estímulos sensoriales durante el sueño. Esto fue invalidado porque ambas regiones están activas en algunas fases del sueño. De hecho, se cree que el tálamo solamente se desactiva en el sentido de la transmisión de información sensorial a la corteza.
Algunas otras observaciones sobre el sueño son disminución de la actividad simpática, aumento de la actividad parasimpática en el sueño no-REM, el aumento de la frecuencia cardíaca y la presión arterial acompañado por disminución de la respuesta homeostática y el tono muscular durante el sueño REM. Sin embargo, estos síntomas no se limitan estados dormido y no representan definiciones fisiológicas específicas.
Recientemente, el problema de la definición se ha abordado mediante la observación de la actividad general del cerebro en forma de patrones de EEG característicos. Cada etapa del sueño y el despertar tiene un patrón característico de EEG que se puede utilizar para identificar la fase del sueño. Despertar se caracteriza generalmente por la beta (12-30 Hz) y gamma (25-100 Hz) dependiendo de si había una actividad pacífica o estresante.
El inicio del dormir implica la disminución de esta frecuencia hasta la somnolencia de la alfa (8-12 Hz) y finalmente a theta (4-10 Hz) de la Etapa 1 del sueño No-REM. Esta frecuencia disminuye progresivamente a través de las etapas superiores de No-REM y el sueño REM. Por otro lado, la amplitud de las ondas del sueño es menor durante el despertar (10-30μV) y muestra un aumento progresivo a través de las diversas etapas del sueño.
La etapa 2 se caracteriza por husos de sueño (conjuntos intermitentes de ondas de frecuencia de sigma es decir, 12 a 14 Hz) y complejos K (desviación aguda hacia arriba seguido de más lenta desviación hacia abajo). La etapa 3 del sueño tiene más husos de sueño. Las etapas 3 y 4 tienen ondas delta de muy alta amplitud (0-4 Hz) y se conocen como sueño de ondas lentas. El sueño REM se caracteriza por una baja amplitud, ondas de frecuencia mixtos. Un patrón de onda diente de sierra a menudo está presente.

## Ontogenia y la filogenia del sueño

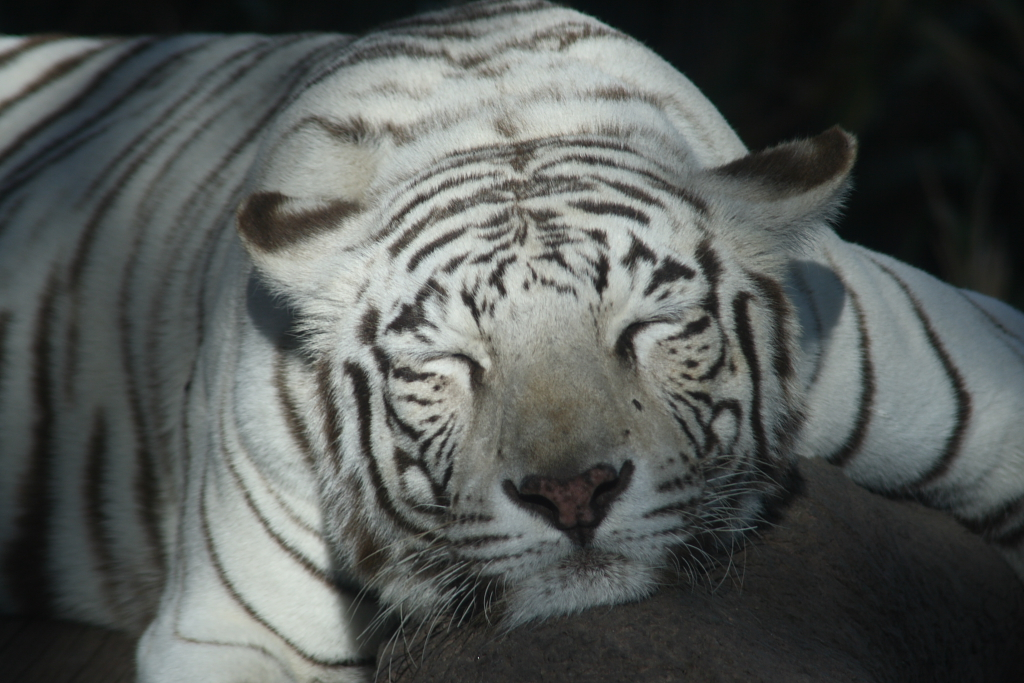
Sueño animal: Un tigre blanco durmiendo.

Las preguntas de cómo el sueño evolucionó en el reino animal y cómo se ha desarrollado en los seres humanos son especialmente importantes, ya que pueden proporcionar una pista de las funciones y mecanismos del sueño, respectivamente.

### Evolución del sueño
El sueño (especialmente profundo SWS y REM) es un comportamiento difícil porque abruptamente aumenta el riesgo de depredación. Esto significa que para el sueño haya evolucionado, las funciones del sueño deberían haber proporcionado una ventaja sustancial sobre el riesgo que conlleva. De hecho, el estudio del sueño en diferentes organismos muestra cómo han equilibrado este riesgo evolucionando mecanismos parciales de sueño o teniendo hábitats de protección. Por lo tanto, el estudio de la evolución de sueño podría dar una pista no sólo a los aspectos y mecanismos de desarrollo, sino también una justificación de adaptación para el sueño.
Uno de los retos del estudio de la evolución del sueño es que la información adecuada sobre el sueño es conocida sólo para dos especies de animales - chordata y artrópodos. Con los datos disponibles, los estudios comparativos se han utilizado para determinar cómo el sueño podría haber evolucionado. Una pregunta que los científicos tratan de responder a través de estos estudios es si el sueño evolucionó sólo una vez o múltiples veces. Para entender esto, se ven en los patrones de sueño en diferentes clases de animales cuyas historias evolutivas son bastante conocidas y se estudian sus similitudes y diferencias.
Los seres humanos poseen sueño tanto de onda lenta y REM, en ambas fases ambos ojos están cerrados y los dos hemisferios del cerebro involucradas. El sueño también ha sido registrado en mamíferos distintos de los seres humanos. Un interesante estudio mostró que las equidnas poseen sueño de onda lenta única (no REM). Esto parece indicar que el sueño REM apareció en la evolución sólo después de los terios.
Pero esto luego fue cuestionado por los estudios que afirman que el sueño en equidnos combina ambas modalidades en un solo estado de sueño. Otros estudios han demostrado una forma peculiar del sueño en los odontocetos (como delfines y marsopas). Esto se llama el sueño unihemisférico de ondas lentas (USWS). En cualquier momento durante el estado dormido, el EEG de un hemisferio cerebral indica inactividad mientras que la del otro es equivalente a estar despierto. En algunos casos, el ojo correspondiente está abierto. Esto reducir el riesgo de depredadores y permite al animal dormir mientras nada, pero el animal también puede ser capaz de dormir en reposo.
Las correlaciones del sueño encontrados para los mamíferos son válidas para las aves, así decir, el pájaro del sueño es muy similar a los mamíferos e implica tanto SWS y el sueño REM con características similares, incluyendo el cierre de los dos ojos, bajo tono muscular, etc. Sin embargo, la proporción de sueño REM en las aves es mucho menor. Además, algunas aves pueden dormir con un ojo abierto si hay un alto riesgo de depredación en el medio ambiente. Esto da lugar a la posibilidad de dormir en vuelo; teniendo en cuenta que el sueño es muy importante y algunas especies de aves pueden volar durante semanas de forma continua, esto parece ser el resultado obvio. Sin embargo, dormir durante el vuelo no ha sido registrado, y hasta ahora no tiene datos de apoyo de EEG. Investigación adicional puede explicar si las aves duermen durante el vuelo o si existen otros mecanismos que garanticen su permanencia saludable durante los vuelos largos en la ausencia de sueño.
A diferencia de las aves, se han encontrado muy pocas características consistentes de sueño entre las especies de reptiles. La única observación común es que los reptiles no tienen sueño REM.
El sueño, en algunos invertebrados, también ha sido ampliamente estudiado, por ejemplo, el sueño en moscas de fruta (Drosophila) y las abejas. Algunos de los mecanismos del sueño en estos animales han sido descubiertos mientras que otros siguen siendo desconocidos. Las mayoría de las características que definen el sueño han sido identificadas, y como en los mamíferos, estas incluyen la reacción reducida a la entrada sensorial, la falta de respuesta motora en forma de inmovilidad antenal, etc.
El hecho de que ambas formas de sueño se encuentran en mamíferos y aves, pero no en reptiles (que son considerados una etapa intermedia) indica que el sueño podría haber evolucionado por separado en ambos. Los fundamentos de esto podrían ser dados por más investigaciones sobre si los correlacionados del sueño EEG están involucrados en sus funciones o si no son más que una característica. Esto podría ayudar aún más en la comprensión del papel del sueño en la plasticidad a largo plazo.

### Desarrollo del sueño y crecimiento
La ontogenia del sueño es el estudio de este a través de grupos de diferentes edades de una especie, en particular durante el desarrollo y el envejecimiento. Entre los mamíferos, los bebés duermen más tiempo. Los bebés humanos tienen en promedio 8 horas de sueño REM y 8 horas de sueño NREM. El porcentaje de tiempo dedicado a cada modo de sueño varía mucho en las primeras semanas de desarrollo y algunos estudios han correlacionado con la intensidad de precocidad del niño.
A los pocos meses de desarrollo post-natal, hay una pronunciada reducción en el porcentaje de horas que pasan en el sueño REM. En el momento en que el niño se convierte en adulto, pasa alrededor de 6-7 horas de sueño NREM y sólo alrededor de una hora en el sueño REM.
Esto es válido no sólo de los seres humanos, sino en muchos animales cuya alimentación depende de sus padres. La observación sobre que el porcentaje de sueño REM es muy alta en las primeras etapas de desarrollo ha llevado a la hipótesis de que el sueño REM podría facilitar el desarrollo temprano del cerebro. Sin embargo, esta teoría ha sido refutada por otros estudios.
El comportamiento del sueño sufre cambios sustanciales durante la adolescencia. Algunos de estos cambios pueden ser sociales en los seres humanos, pero otros son cambios hormonales. Otro cambio importante es la disminución en el número de horas de sueño, en comparación con la infancia, que se convierte gradualmente idéntico al de un adulto. También se especula que los mecanismos de regulación homeostática pueden ser alterados durante la adolescencia. Aparte de esto, la consecuencia de cambiar las rutinas de los adolescentes a otros comportamientos tales como la cognición y la atención aún no se ha estudiado.
El sueño en el envejecimiento es otra área igualmente importante de la investigación. Una observación común es que muchos adultos mayores pasan tiempo despiertos en la cama después de acostarse con incapacidad para conciliar el sueño y experimentan un pronunciada disminución en la eficiencia del sueño. También puede haber algunos cambios en los ritmos circadianos. Se están realizando estudios sobre las causas de estos cambios y cómo pueden ser reducidos para garantizar un sueño adecuado a los adultos mayores.

## Actividad cerebral durante el sueño
Comprender la actividad de las diferentes partes del cerebro durante el sueño puede dar una pista sobre las funciones del sueño. Se ha observado que la actividad mental está presente durante todas las etapas del sueño, pero proviene diferentes regiones en el cerebro.
Por lo tanto, a diferencia de la creencia popular, el cerebro no se apaga durante el sueño. Además, la intensidad del sueño de una región particular se relaciona homeostáticamente con la cantidad correspondiente de la actividad antes de dormir. El uso de modalidades de imagen como el PET y fMRI, combinado con los registros de EEG, da una pista de qué regiones del cerebro participan en la creación de las señales de onda características y cuáles podrían ser sus funciones.

### Actividad de sueño NREM
El sueño NREM se caracteriza por la disminución del flujo sanguíneo cerebral global y regional. Inicialmente, se esperaba que el tronco cerebral, que estaba implicado en la estimulación sería inactivo, pero después se descubrió que esto se había asumido debido a la baja resolución de los estudios de PET y se demostró que hay baja actividad de onda lenta en el tronco cerebral. Sin embargo, otras partes del cerebro, incluyendo la precuña, prosencéfalo basal y los ganglios basales se desactivan durante el sueño. Muchas áreas de la corteza también están inactivas, pero a diferentes niveles. Por ejemplo, la corteza prefrontal ventromedial se considera la zona menos activa y que la corteza primaria, la menos inactiva.
El sueño NREM se caracteriza por oscilaciones lentas, husos y ondas delta. Se ha demostrado que las oscilaciones lentas provienen de la corteza, ya que las lesiones de otras partes del cerebro no le afectan, pero las lesiones de la corteza sí. Se ha demostrado que las ondas delta son generadas por la conexión recíproca entre el tálamo y los circuitos neuronales corticales. Durante el sueño, el tálamo detiene la transmisión de información sensorial al cerebro, sin embargo, sigue produciendo señales que se envían a sus proyecciones corticales.
Estas ondas son generadas por el tálamo incluso en ausencia de la corteza, pero la salida cortical parece jugar un papel en las descargas simultáneas hechas por grandes grupos de neuronas. El núcleo reticular talámico es considerado el marcapasos de los husos de sueño. Esto ha sido acreditado por el hecho de que la estimulación rítmica del tálamo conduce a un aumento de la despolarización secundaria en las neuronas corticales, lo que resulta en el aumento de la amplitud de la descarga, lo que provoca la actividad de automantenida. Se ha hecho la conjetura de que los husos juegan un papel importante en la desconexión de la corteza a entradas sensoriales permitiendo la entrada de iones de calcio en las células, lo que podría jugar un papel en la plasticidad.

### Actividad de sueño REM
El sueño REM se caracteriza por un alto flujo sanguíneo cerebral global, comparable a cuando se está despierto. De hecho, se han registrado muchas áreas de la corteza que tienen un mayor flujo de sangre durante el sueño REM que al estar despierto, éstas son el hipocampo, área temporal-occipital, algunas partes de la corteza, y el cerebro anterior basal. Otras regiones activas durante el sueño REM son el sistema límbico y paralímbico y la amígdala.
Aunque la actividad cerebral durante el sueño REM parece muy similar a cuando se está despierto, la mayor diferencia entre estos estados es que la estimulación en REM se inhibe con mayor eficiencia. Esto, junto con el silencio virtual de las neuronas monoaminérgicas en el cerebro, puede ser lo que caracteriza REM.
En los registros de EEG, el sueño REM se caracteriza por su alta frecuencia, actividad de baja amplitud y la aparición espontánea de las ondas beta y gamma. Los mejores candidatos para la generación de estas ondas de frecuencia rápida son las neuronas de rápida ruptura rítmica en circuitos corticotalámicas. Contrario al sueño de onda lenta, los ritmos rápidos de frecuencia se sincronizan a través de las zonas restringidas en los circuitos locales específicos entre áreas tálamocorticales y neocorticales. Se dice que son generados por procesos colinérgicos de las estructuras del tallo cerebral.
Aparte de esto, la amígdala tienen un rol en la modulación del sueño REM, apoyando la hipótesis de que el sueño REM permite el procesamiento de información interna. La alta actividad de la amígdala también puede causar las respuestas emocionales durante los sueños. Del mismo modo, la rareza de los sueños puede ser debido a la disminución de la actividad de las regiones prefrontales, que están implicadas en la integración de información, así como la memoria episódica.

### Ondas ponto-geniculo-occipitales
El sueño REM también se relaciona con la descarga de ondas ponto-geniculo-occipitales (también llamada actividad fásica u ondas PGO) y a la actividad en el sistema colinérgico de estimulación creciente. Las ondas PGO se han registrado en el núcleo geniculado lateral y en la corteza occipital durante el período pre-REM y se cree que representan el contenido del sueño. La mayor relación señal-ruido en el canal cortical LG sugiere que las imágenes visuales de los sueños pueden presentarse antes del pleno desarrollo de sueño REM, pero esto aún no ha sido confirmado. Las ondas PGO también pueden desempeñar un papel en el desarrollo y maduración estructural del cerebro, así como la potenciación a largo plazo en los animales inmaduros, ya que hay una alta actividad PGO durante el sueño en el cerebro de desarrollo.

### Reactivación de la Red
La otra forma de actividad durante el sueño es la reactivación. Algunos estudios electrofisiológicos han demostrado que los patrones de actividad neuronal que se encuentran durante una tarea de aprendizaje antes de dormir se reactivan en el cerebro al dormir.
Esto, junto con la coincidencia de áreas activas con las áreas responsables de la memoria dieron lugar a la teoría de que el sueño podría tener algunas funciones de consolidación de la memoria. Respecto a esto, algunos estudios han demostrado que después de una tarea motora secuencial, áreas de la corteza pre-motora y de la visual involucradas están más activas durante el sueño REM, pero no durante el sueño NREM. Tales estudios sugieren que el dormir tiene un rol en la consolidación de tipos específicos de memoria. Sin embargo, todavía no está claro si otros tipos de memoria también se consolidan por estos mecanismos.

### Diálogo neocorto del hipocampo
El cuadro de diálogo neocortical del hipocampo se refiere a las interacciones muy estructuradas durante SWS entre los grupos de neuronas llamados conjuntos en el hipocampo y neocórtex.
Los patrones de ondas agudas (SPW) dominan el hipocampo durante SWS la población de neuronas en el hipocampo participa en ráfagas organizadas durante esta fase. Esto se realiza en sincronía con los cambios de estado de la corteza (estados ARRIBA /ABAJO) y es coordinado por las lentas oscilaciones en la corteza.
Estas observaciones, junto con el conocimiento de que el hipocampo desempeña un papel en la memoria a corto y medio plazo mientras que la corteza juega un papel en la memoria a largo plazo, han dado lugar a la hipótesis de que el cuadro de diálogo neocortical del hipocampo podría ser un mecanismo a través del cual el hipocampo transfiere información a la corteza. Por lo tanto, se dice que el cuadro de diálogo neocortical del hipocampo juega un papel en la consolidación de la memoria.

## Regulación del sueño
La regulación del sueño se refiere al control de cuando un organismo realiza transiciones entre estar dormido y despierto. Las preguntas claves aquí son identificar qué partes del cerebro están involucradas en el inicio del sueño y cuáles son sus mecanismos de acción. En los seres humanos y la mayoría de los animales, el dormir y el despertar parece seguir un modelo de flip-flop electrónico es decir, los dos estados son estables, pero los estados intermedios no lo son. Por supuesto, a diferencia de los flip-flop, en el caso de sueño, parece que hay un temporizador contando los minutos desde de despertar de manera que después de un cierto período uno deba dormir, y en tal caso, incluso el despertar se convierte en un estado inestable. Lo contrario también puede ser cierto en menor medida.

### Inicio del sueño
Se tuvo una idea sobre los mecanismos de la aparición del sueño gracias al descubrimiento de que las lesiones en la área preóptica y el hipotálamo anterior causaba al insomnio mientras que en el hipotálamo posterior causaba la somnolencia.
Aparte de esto, se encontró que las lesiones en el pontino bucal y la formación reticular del cerebro medio causaba la pérdida de la activación cortical. Este se redujo después demostrando que el tegmento del cerebro medio central es la región que tiene un rol en la activación cortical. Por lo tanto, el inicio del sueño parece surgir de la activación del hipotálamo anterior junto con la inhibición de las regiones posteriores y el tegmento cerebro medio central. Otras investigaciones han demostrado que la región del hipotálamo llamada núcleo preóptico ventrolateral  produce el neurotransmisor inhibidor GABA que inhibe el sistema de estimulación durante la aparición del sueño.

### Modelos de regulación del sueño
El sueño está regulado por dos mecanismos paralelos, homeostático y circadiano, los cuales son controlados respectivamente por el hipotálamo y el núcleo supraquiasmático (SCN). Se desconoce la naturaleza exacta del impulso que acciona el sueño, la presión homeostática se acumula al estar despierto hasta que se transfiere a estado dormido. Se cree que la adesina juega un rol crítico en este mecanismo y se ha propuesto que la acumulación de presión se debe parcialmente a la acumulación de adenosina. Sin embargo, algunos investigadores han probado que la acumulación no explica el fenómeno por sí sola. El ritmo circadiano es un ciclo de 24 horas del cuerpo, ha sido demostrado que continúa incluso en ausencia de señales ambientales. Esto se debe a las proyecciones de SCN en el tronco cerebral. 
Este modelo de dos proceso fue propuesto por primera vez en 1982 por Borbely, quien los llamó Proceso S (homeostático) y Proceso C (circadiano). Demostró cómo la densidad de onda lenta aumenta durante la noche y decae al inicio del día activo, mientras que el ritmo circadiano es similar a una sinusoide. Propuso que la presión al dormir era máxima y la diferencia entre los dos era la mayor.
En 1993, un modelo diferente llamado modelo del proceso oponente se propuso. Este modelo explicaba que estos dos procesos se oponen entre sí para producir el sueño, contradiciendo el modelo de Borbely. Según este modelo, la SCN, que está implicada en el ritmo circadiano, mejora el estado despierto y se opone al ritmo homeostático.
En oposición está ritmo homeostático, que es regulado a través de una compleja ruta multisináptica en el hipotálamo que actúa como un interruptor y apaga el sistema de estimulación. Ambos efectos en conjunto producen un efecto vaivén de sueño despertar.
Recientemente se ha propuesto que ambos modelos tienen cierta validez, mientras que nuevas teorías sostienen que la inhibición del sueño NREM por REM también podría ser una opción. En cualquier caso, ambos mecanismos de procesos añaden flexibilidad al simple ritmo circadiano y pudieron haber evolucionado como una medida de adaptación.

### Regulación del Tálamo
Gran parte de la actividad cerebral durante el sueño, ha sido atribuida al tálamo y al parecer también tiene un rol en SWS. Las dos principales oscilaciones en el sueño de onda lenta, las delta y la lenta, pueden ser generadas tanto por el tálamo como por la corteza. Sin embargo, los husos de sueño sólo pueden ser generados por el tálamo, haciéndolo muy importante. La hipótesis del marcapasos talámico sostiene que estas oscilaciones son generadas por el tálamo, pero la sincronización de varios grupos de neuronas talámicas realizando descargas simultáneamente depende de la interacción talámica con la corteza.
El tálamo también juega un papel fundamental en el inicio del sueño al cambiar de modo de tónico a fásico, actuando así como un espejo para los elementos centralizados y descentralizados y vinculando las partes distantes de la corteza para coordinar su actividad.

### Sistema de activación reticular
El sistema de activación reticular consiste en tres grupos de neuronas en el tronco cerebral: núcleo pedunculopontino, locus coeruleus y núcleo del rafe.
Cuando se está en estado despierto, recibe la información sensorial no son específica y las retransmite a la corteza. También modula las respuestas de lucha o escape por lo que se encuentra vinculado al sistema motor. Durante el inicio del sueño actúa a través de dos rutas. La primera es la ruta colinérgica la cual despeja el camino para la transmisión talamocortical, la segunda es la ruta monoaminérgica, comienza en la parte superior del cerebro y se proyecta al hipotálamo y la corteza cerebral, puede causar el despertar si se encuentra inactiva. Se sospecha que tiene un rol en el sueño REM, modula el tono muscular, lo que causa atonia muscular que es característico del sueño REM. Durante el sueño NREM este sistema es bloqueado por las neuronas nucleares preópticas.

## Función del sueño
La necesidad y la función del sueño son algunas de las áreas menos entendidas en la investigación del sueño. Se conocen algunas funciones del sueño y algunas otras han propuesto pero no están completamente sustentadas o comprendidas. Algunas de las primeras ideas acerca de la función del sueño se basaron en el hecho de que la mayoría (si no toda) de la actividad exterior se detiene durante el sueño. Inicialmente, se pensó que el sueño era simplemente un mecanismo para que el cuerpo "tomar un descanso" y reducir el desgaste. Observaciones posteriores de las bajas tasas metabólicas en el cerebro durante el sueño parecían indicar algunas funciones metabólicas del sueño. Con el desarrollo del EEG, se descubrió que el cerebro tiene actividad interna casi continua durante el sueño, lo que conduce a la idea de que la función podría ser la reorganización o la especificación de los circuitos neuronales o fortalecimiento de las conexiones. Estas hipótesis todavía están siendo estudiadas. Otras funciones del sueño que han sido propuestas son: mantenimiento del equilibrio hormonal, regulación de la temperatura y mantenimiento del ritmo cardíaco.

### Función endócrina
La secreción de muchas hormonas se ve afectada por los ciclos de sueño-despertar. Por ejemplo, la melatonina, un cronometrador hormonal, es considerada una hormona intensamente circadiana, cuya secreción incrementa con la luz tenue y está en su auge durante el sueño nocturno, decreciendo cuando luz brillante es detectada por los ojos.
En algunos organismos la secreción de melatonina depende del sueño, pero en los seres humanos es independiente del este y dependiente sólo del nivel de luz. Por supuesto, en los seres humanos, así como otros animales, una hormona de este tipo puede facilitar la coordinación de la activación del sueño. De manera similar, el cortisol y la hormona estimulante de la tiroides (TSH) son hormonas circadianos y diurnos, principalmente independientes del sueño.
Otras hormonas como la del crecimiento (GH) y la prolactina son por el otro lado, dependientes del sueño y en caso de la ausencia de este, son suprimidas. GH tiene un incremento máximo durante SWS mientras que la prolactina se secreta momentos después de que se activa el sueño y aumenta durante la noche. La secreción de alguna hormonas es controlada por los niveles de luz, el dormir parece aumentar la secreción. En la mayoría de los casos, la privación del sueño tiene efectos dañinos. Por ejemplo, el cortisol es esencial para el metabolismo, los animales tardan en morir una semana si son sufren de su carencia, afecta la capacidad de soportar estímulos nocivos, se incrementa al caminar y durante el sueño REM.
De manera similar, la secreción de THS aumenta durante el sueño nocturno y disminuye si hay periodos prolongados de poco sueño, algo curioso es que aumenta si se es privado totalmente del sueño.
Debido a que las hormonas juegan un papel importante en el balance de energía y el metabolismo, y que el sueño desempeña un rol crítico en la sincronización y la extensión de su secreción, el sueño tiene un efecto importante sobre el metabolismo. Esto podría ser la razón de algunas de las primeras teorías de la función del sueño que predecían que el sueño tiene un papel regulatorio en el metabolismo.

### Procesamiento de la memoria
Por mucho tiempo se ha creído que el sueño tiene un rol en la memoria. Inicialmente muchos estudios se enfocaron principalmente en probar el efecto del sueño en la memoria después de realizar alguna tarea (post-entrenamiento), pero estudios posteriores han confirmado la importancia del pre-entrenamiento del sueño al aprender una nueva actividad. Tales medidas de comportamiento y de imaginación en las pruebas animales y humanas, han mostrado que el pre-entrenamiento del sueño tiene un rol crítico para preparar la memoria para la codificación y el post-entrenamiento del sueño tiene un rol en la consolidación de la memoria. Otros estudios han examinado los efectos de las diferentes etapas del sueño en diferentes tipos de memoria. Por ejemplo, se descubrió que la privación del sueño no afecta de manera significativa el reconocimiento de caras, pero puede producir un deterioro de la memoria temporal. También se descubrió que la privación del sueño aumenta la creencia de estar en lo correcto en especial cuando no lo es. Otro estudio reportó que el rendimiento en el recuerdo de una lista de nombres es significativamente peor si se es privado del sueño, un promedio de 2.8 ± 2 palabras, comparado a tener una noche normal de sueño, 4.7 ± 4 palabras. 
Estos resultados indican que el sueño tiene rol en la formación de la memoria declarativa. Esto fue confirmado también por observaciones de la baja actividad metabólica en la corteza prefrontal y los lóbulos temporal y parietal para el aprendizaje y el aprendizaje de tareas respectivamente. Mediante el análisis de datos se ha demostrado que los conjuntos neuronales, durante SWS se correlaciona de manera significativa con más plantillas que durante el caminar o el sueño REM. También el post-aprendizaje, reverberaciones post-SWS duran 48 h, mucho más que la duración del objeto de aprendizaje (1 hora), indicando la potenciación a largo plazo. 
Otras observaciones interesantes incluyen la importancia de tomar siestas, se incrementa el rendimiento en algunas tareas después de 1 hora de siesta por la tarde, estudios de rendimiento en trabajadores por turnos muestran que un número de horas de sueño durante el día, no es igual al mismo número durante la noche. Estudios actuales observan las bases moléculas y fisiológicas de la consolidación de la memoria durante el sueño. Esto junto con estudios de los genes que pueden tener un rol en este fenómeno, unidos proponen dar un cuadro más completo del rol del sueño en la memoria. 

### Renormalización de la fuerza sináptica
El sueño también puede debilitar las conexiones sinápticas que han sido adquirida durante el curso del día pero que no son esenciales para el funcionamiento óptimo. Al hacerlo, los recursos demandados pueden disminuir ya que el mantenimiento y fortalecimiento de las conexiones sinápticas constituyen una gran porción de consumo energético del cerebro y otros mecanismos celulares de intercambio como la síntesis de proteínas por nuevos canales. Sin un mecanismo similar sucediendo durante el sueño, las necesidades metabólicas del cerebro aumentan al incremental la exposición diaria al fortalecimiento sináptico, hasta un punto en el que la tensión llega a ser excesiva o insostenible. 

### Cambio de comportamiento por la privación del sueño
La privación del sueño es común y a veces necesaria en la sociedad moderna debido a razones ocupacionales o domésticas, como servicios de tiempo completo, seguridad o medios de comunicación, husos horarios, etc. Esto hace que el entendimiento de los efectos de la privación del sueño sea muy importante. Muchos estudios se han llevado a cabo desde principios de 1900 para documentar dichos efectos, la base neuroconductual sólo ha sido estudiada recientemente. La privación del sueño ha sido relacionada fuertemente con el aumento de probabilidad de accidentes y errores industriales. Muchos estudios han mostrado disminuir la actividad metabólica del cerebro durante el sueño en casos de deuda de sueño alta. Algunos estudios han comprobado que la red de atención del cerebro se ve particularmente afectada por la falta de sueño, y aunque algunos efectos puedan ser disfrazados por actividades alternativas, como caminar, estar parado o consumo de cafeína el déficit de atención no se puede evitar completamente 
La falta de sueño tiene un efecto perjudicial en las tareas cognitivas, especialmente en aquellas que incluyen funciones divergentes o multitareas. También tiene un efecto en el humor y las emociones, ha habido múltiples reportes de aumento de tendencias de ira, miedo y depresión si hay una deuda de sueño. Sin embargo, algunas funciones cognitivas superiores parecen permanecer sin ser afectadas no obstante son lentas. Muchos de estos efectos varían de persona a persona. Algunos individuos sufren altos grados de limitación cognitiva por la falta de sueño, otros tienen mínimos efectos. Los mecanismos exactos que causan esto son desconocidos y las rutas neurales exactas así como los mecanismos celulares de la deuda de sueño, siguen siendo investigados.

## Desórdenes del sueño
Un trastorno del sueño es un desorden médico de los patrones de sueño de un humano o animal. La polisomnografía es una prueba comúnmente para el diagnóstico de un trastorno del sueño. Estos trastornos son clasificados en: disomnias, parasomnias, y trastornos del ritmo circadiano, hay otros trastornos que incluyen aquellos causados por condiciones médicas, psicológicas y enfermedades del sueño. Algunos trastornos comunes del sueños son el insomnio, la inhabilidad crónica para dormir, la apnea de sueño, es la respiración anormalmente baja, narcolepsia, es la somnolencia extrema en momentos inapropiados, catalepsia, es la pérdida súbita y transitoria del tono muscular, y la enfermedad del sueño que es la interrupción del ciclo del sueño debido a una infección. Otros trastornos que están siendo estudiados es el sonambulismo, terror nocturno y la enuresis.
El estudiar los trastornos del sueño es útil ya que da pistas sobre qué partes del cerebro pueden estar involucradas en la función modificada. Esto se realiza al comparar los patrones de imagen y los histológicos en sujetos normales y afectados. El tratamiento de desórdenes del sueño casi siempre incluye métodos de comportamiento y psicoterapéuticos aunque otras técnicas también pueden ser usadas. La elección de la metodología de tratamiento para un paciente depende de su diagnóstico, historia médica y psiquiátrica y sus preferencias, así como la experiencia del médico. A menudo los acercamientos de comportamiento, piscoteraupeticos y farmacológicos son compatibles y al combinarlos pueden maximizar sus beneficios terapéuticos.
Un campo de estudio relacionado es el de la medicina del sueño, el cual incluye el diagnóstico y la terapia de trastornos del sueño y la privación del sueño, el cual es una de las mayores causas de accidentes. Esto comprende de varios métodos de diagnóstico, como los polisomnográficos, diario de sueño, prueba de latencia múltiple, etc. De igual manera, el tratamiento puede ser de comportamiento como la terapia cognitiva conductual o puede incluir medicamentos o terapia de luz brillante.

## Soñar

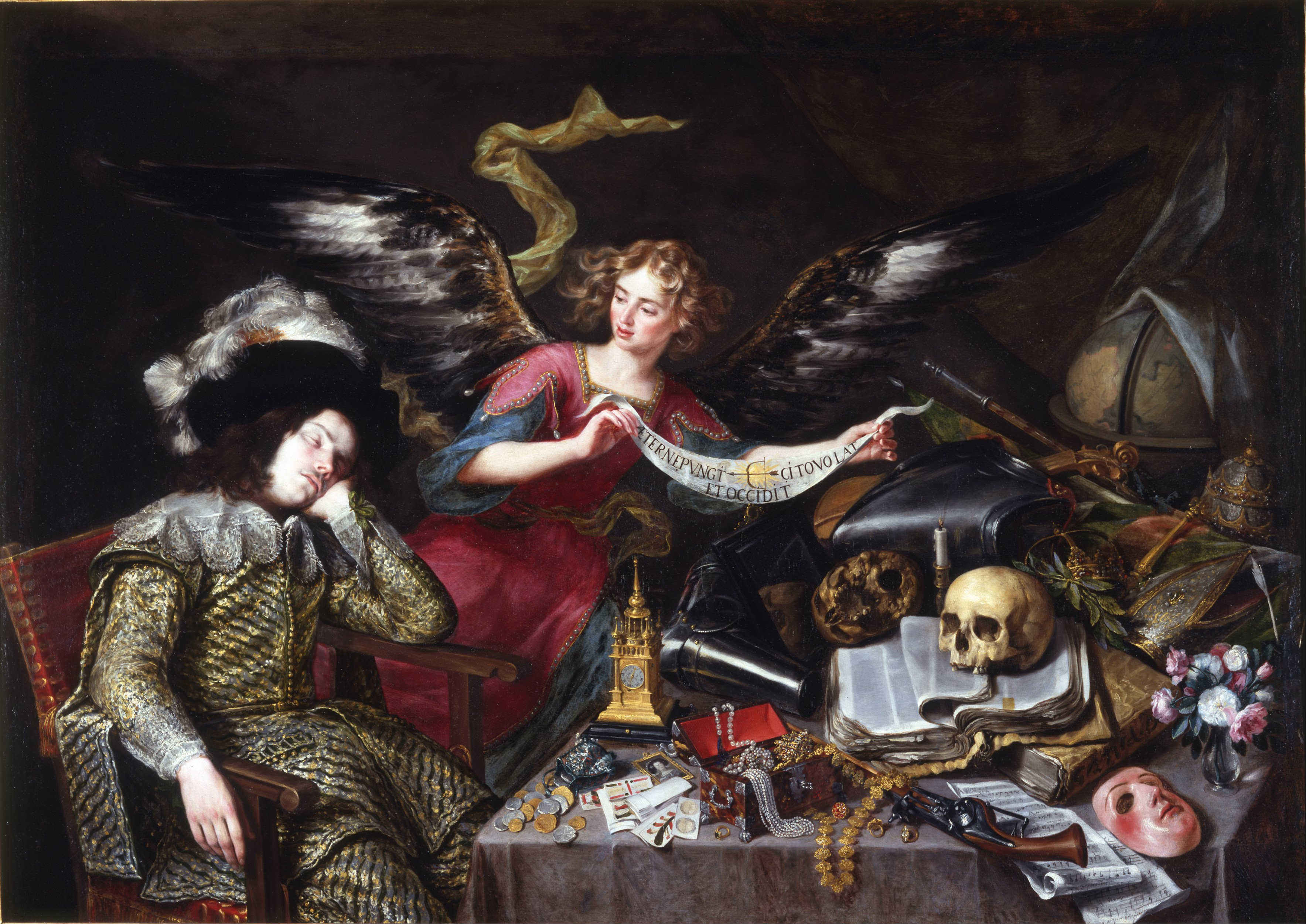
"El sueño del caballero", a 1655 pintada por Antonio de Pereda

Los sueños son sucesiones de imágenes, ideas, emociones y sensaciones que ocurren de manera involuntaria en la mente durante ciertas etapas del sueño, principalmente en las REM. El contenido y propósito de los sueños aún no se entiende por completo aunque varias teorías han sido propuestas. El estudio científico encargado de los sueños es llamado onirología. 
Hay muchas teorías sobre las bases neurológicas del soñar. Esto incluye la teoría de la síntesis de activación, la cual indica que los sueños resultan de la activación del tronco cerebral durante el sueño REM; la teoría de continua activación, esta dice que el soñar es el resultado de la activación y la síntesis pero que los sueños y el sueño REM son controlados por diferentes estructuras en el cerebro, y los sueños como estimulaciones de la memoria a largo plazo, la cual cree que dichos estímulos prevalencen durante horas activas también, pero que usualmente son controladas y se hacen evidentes sólo durante el sueño. 
Hay múltiples teorías sobre la función de los sueños, algunos estudios dicen que sirven para fortalecer la memoria semántica. Esto se basa sobre el rol del diálogo hipocampal-neurocortical y las conexiones generales entre el dormir y la memoria. Un estudio hace la conjetura de que los sueños borran datos no necesarios del cerebro. La adaptación emocional y la regulación del sueño son otras funciones propuestas de los sueños.
Desde el punto de vista de la evolución, los sueños simulan y ensayan eventos, los cuales eran comunes en el ambiente ancestral del organismo, así aumentando la habilidad de una persona para enfrentar problemas del día a día. Debido a esto, estos eventos intimidantes pudieron ser heredados de generación en generación por la memoria genética. Esta teoría también propone que el sueño REM es una transformación evolutiva de un mecanismo de defensa, el reflejo de la movilidad tónica.
La mayoría de las teorías sobre los sueños no concuerdan entre ellas, pero es posible que muchas funciones a corto término estén actuando para lograr una función mayor a largo plazo. Se debe recordar que la evidencia de todas estas teorías es inconclusa. La incorporación de momentos al estar despierto a los sueños es otra área de investigación activa, algunos investigadores han intentado ligarlo a la función de la consolidación de la memoria declarativa.
Un área de investigación que se relaciona es la base neurocientífica de las pesadillas. Muchos estudios han confirmado una alta prevalencia de pesadillas y otros las han correlacionado con altos niveles de estrés. Se han propuesto múltiples mecanismos de producción de pesadillas, incluyendo el neo-freudiano así como el modelo de contextualización, modelo de espesor de límites, modelo de simulación de amenazas, etc. El desequilibrio de neurotransmisores ha sido propuesto como una causa de las pesadillas, así como la red efectiva de disfunción, este modelo dice que las pesadillas son un producto de la disfunción de los circuitos involucrados en el soñar. Al igual que los modelos de los sueños, ninguno de estos modelos presenta resultados concluyentes. 